# David Bruzos
David Bruzos Higuero, nacido en Orense el 9 de junio de 1979, es un químico y político gallego.

## Trayectoria
Licenciado en Química por la Universidad de Santiago de Compostela (2002) y Posgraduado en Física Aplicada por la Universidad de Vigo (2010). Es profesor de Física y Química en el IES As Lagoas de Ourense. Miembro fundador de Saramaganta, colaboró como voluntario internacional en Cisjordania. Participó en el proceso constituyente de Orense en Común y fue elegido para formar parte de la candidatura de En Marea para las elecciones generales de 2015 cómo cabeza de lista por la Provincia de Orense. Fue elegido diputado, siendo la primera vez desde Senén Bernárdez que un diputado orensano pertenece a un partido distinto del PPdG o el PSdeG.